# 分類定理
数学において，分類定理（ぶんるいていり，英: classification theorem）は「与えられた種類の対象を同値の違いを除いて決定せよ」という分類問題に答える．それは重複しない数え上げを与える：各対象はちょうど1つの類に同値である．
分類に関連するいくつかの問題は以下である．
- 同値問題：「2つの対象が与えられたとき，それらが同値であるかどうか決定せよ．」
- 不変量が実現可能な完全不変量は分類問題を解き，しばしばその段階である．
- （不変量が実現可能な）計算可能な完全不変量は分類問題と同値問題の両方を解く．
- 標準形（英語版）は分類問題を解き，データはより多い：すべての類を分類するだけでなく，各類の顕著な（標準的な）元を与える．

以下に述べるように数学において多くの分類定理が存在する．

## 幾何学
- ユークリッド平面の等長同型（英語版）の分類
- 曲面の分類定理
  - 2次元閉多様体の分類（英語版）
  - （複素2次元，実4次元の）代数曲面のエンリケス・小平の分類
  - コンパクト曲面の同相写像を特徴づけるニールセン・サーストンの分類（英語版）
- サーストンの8モデル幾何学と幾何化予想

## 代数学
- 有限単純群の分類
- アルティン・ウェダーバーンの定理 — 半単純環の分類定理

## 線型代数学
- 有限次元ベクトル空間（次元によって）
- 階数・退化次数の定理（階数と退化次数によって）
- 単項イデアル整域上の有限生成加群の構造定理
- ジョルダン標準形
- シルヴェスターの慣性法則

## 複素解析
- ファトゥ成分の分類

## 関連文献
- "特集：数学における分類のこころ". 数学セミナー. Vol. 598. 日本評論社. 2011年7月.
- "特集：分類する《数理科学》なぜ分けて考えるのか". 数理科学. Vol. 604. サイエンス社. 2013年10月.